# Hugh Plaxton
Hugh John Plaxton (16. května 1904, Barrie, Ontario – 1. prosince 1982, Mississauga, Ontario) byl kanadský hokejový útočník.
V roce 1928 byl členem Kanadského hokejového týmu, který získal zlatou medaili na zimních olympijských hrách.

## Reprezentační statistiky
| 1928 | Kanada | OH | 3 | 12 | 0 | 12 | — |